# پارک ملی نیجر علیا
پارک ملی نیجر عُلیا (به لاتین: National Park of Upper Niger) یک پارک ملی در گینه است که در استان کانکان واقع شده‌است.